# Sonate pour violon et piano (Novák)
Pour les articles homonymes, voir Sonate pour violon et piano.
La Sonate pour violon et piano est une composition de musique de chambre de Vítězslav Novák. Composée en 1891 aidé des conseils de son professeur Antonín Dvořák, elle est créée le 8 juillet 1892 au Conservatoire de Prague par Karel Hoffmann au violon et le compositeur au piano.

## Structure
1. Allegro appassionato
2. Andante cantabile
3. Allegro giusto

La durée d'exécution est d'environ vingt cinq minutes.